# Gare de Holtzheim
Gare de Holtzheim – przystanek kolejowy w Holtzheim, w departamencie Dolny Ren, w Alzacji, we Francji. Jest zarządzany przez SNCF.

## Położenie
Znajduje się na linii Strasburg – Saint-Dié, na km 6,409, między stacjami Lingolsheim i Entzheim-Aéroport, na wysokości 148 m n.p.m.

## Historia
Stacja Holtzheim zbudowana została 29 września 1864 przez Compagnie des chemins de fer de l’Est, kiedy otwarto jednotorową linię ze Strasburga do Barr z "Strasburgu Barr, w Mutzig i Wasselonne ".

## Linie kolejowe
- Strasburg – Saint-Dié